# Obbi Oularé
Mamadou Obbi Oularé (ur. 8 stycznia 1996 w Waregem) – belgijski piłkarz grający w Barnsley. Jest synem Souleymane Oularé, także piłkarza i reprezentanta Gwinei.

## Kariera klubowa

### Club Brugge
Seniorską karierę rozpoczął w Club Brugge. Debiut na belgijskich boiskach zaliczył 14 września 2014 przeciwko KRC Genk, zastąpił go Nikola Burza w 64 minucie. Pierwszy raz w podstawowej jedenastce wyszedł 21 września 2014 przeciwko KV Kortrijk, w którym również strzelił swojego pierwszego ligowego gola w belgijskiej Eerste klasse.

### Watford
1 września 2015 Oulare podpisał z Watfordem pięcioletni kontrakt.

### Statystyki kariery klubowej
| Klub              | Sezon   | Liga           | Liga  | Liga   | Puchar kraju | Puchar kraju | Puchar ligi | Puchar ligi | Suma  | Suma   |
| Klub              | Sezon   | Liga           | Mecze | Bramki | Mecze        | Bramki       | Mecze       | Bramki      | Mecze | Bramki |
| ----------------- | ------- | -------------- | ----- | ------ | ------------ | ------------ | ----------- | ----------- | ----- | ------ |
| Club Brugge       | 2014/15 | Eerste klasse  | 19    | 3      | 3            | 2            |             |             | 22    | 5      |
| Club Brugge       | 2015/16 | Eerste klasse  | 6     | 1      | 0            | 0            |             |             | 6     | 1      |
| Club Brugge       | Suma    | Suma           | 25    | 4      | 3            | 2            |             |             | 28    | 6      |
| Watford           | 2015/16 | Premier League | 2     | 0      | 0            | 0            | 1           | 0           | 3     | 0      |
| Zulte Waregem     | 2016/17 | Eerste klasse  | 9     | 1      | 0            | 0            | 0           | 0           | 9     | 1      |
| Willem II Tilburg | 2016/17 | Eredivisie     | 11    | 3      | 0            | 0            | 0           | 0           | 11    | 3      |
| Royal Antwerp     | 2017/18 | Eerste klasse  | 16    | 3      | 0            | 0            | 0           | 0           | 16    | 3      |
| Standard Liège    | 2018/19 | Eerste klasse  | 3     | 1      | 0            | 0            | 0           | 0           | 3     | 1      |
| Suma              | Suma    | Suma           | 66    | 11     | 3            | 2            | 1           | 0           | 70    | 13     |